# W Leonis
W Leonis är en pulserande variabel av Mira Ceti-typ  i stjärnbilden Lejonet.
Stjärnan varierar mellan visuell magnitud +8,9 och 14,8 med en period av 273,35 dygn.